# Bankers Trust
Bankers Trust («Банкерс траст (трест) компани») — один из крупнейших банков США XX века, контролировался группой Моргана. 
Основан в 1903 году в Нью-Йорке финансово-промышленной группой Морганов.
Был тесно связан с "AT&T", «Дженерал электрик», трестом Хёрста, "NBC" и др.
Сумма баланса, собственный капитал, прибыль (млрд. дол. США): 54,9; 3,5; 0,914 (кон. 1980-х гг.).
В 1998 году приобретён "Deutsche Bank".